# (13477) Utkin
(13477) Utkin ist ein Asteroid des Hauptgürtels, der am 5. November 1975 von der deutschen Astronomin Ljudmila Iwanowna Tschernych an der Zweigstelle des Krim-Observatoriums (IAU-Code 095) in Nautschnyj nahe Simferopol entdeckt wurde.
Der Himmelskörper wurde am 30. Juli 2007 nach dem russischen, sowjetischen Wissenschaftler, Raketenkonstrukteur, Hauptkonstrukteur und von 1971 bis 1991 Chef des KB Juschnoje Wladimir Fjodorowitsch Utkin (1923–2000) benannt. Unter seiner Leitung wurden die Flüssigstoffrakete R-36M und die Feststoffrakete RT-23 sowie die Rakete MR UR-100 und die Trägerrakete „Zenit-2“ entwickelt.